# Henry Weyts
Henry Weyts, né à Tirlemont en 1868 et mort à Schaerbeek en février 1934, est un compositeur de musique belge.
Il dirigea plusieurs chorales, le Prolétaire à Molenbeek et l'Écho du peuple à Bruxelles.
Parmi ses compositions, l'on compte des mélodies vocales, des marches pour fanfares, des cantates, des esquisses pour pianos qui eurent du succès aux États-Unis.
Son Ode à la Forêt fut en 1934 le morceau imposé au concours international d'Amsterdam.

## Commémoration
En son honneur, la commune de Schaerbeek fit placer en 1935 dans le Parc Josaphat un monument, œuvre du sculpteur G. De Leener, avec son portrait coulé dans un médaillon de bronze et un bas-relief allégorique en dessous duquel figure l'inscription : « Nul n'a mieux traduit la souffrance, le labeur, la joie du peuple ».